# Rhytiphora pustulosa
Rhytiphora pustulosa es una especie de escarabajo longicornio del género Rhytiphora, tribu Pteropliini, subfamilia Lamiinae. Fue descrita científicamente por Pascoe en 1864.
Se distribuye por Australia, Indonesia y Papúa Nueva Guinea. Mide aproximadamente 16-25 milímetros de longitud. El período de vuelo de esta especie ocurre en los meses de julio y agosto.